# Liste der syrisch-orthodoxen Patriarchen von Antiochien
Die Liste von Martin Tamcke (2009) umfasst die Patriarchen der Syrisch-Orthodoxen Kirche von Antiochien.
Für die Patriarchen vor dem Schisma siehe Liste der Patriarchen von Antiochien, für die Patriarchen der Griechisch-Orthodoxen Kirche von Antiochien nach dem Schisma siehe Liste der griechisch-orthodoxen Patriarchen von Antiochien.
Siehe auch Patriarchat von Antiochien.
- 512–538: Severus
- 544–546: Sergios von Tella
- 546–550: Vakanz
- 550–575: Paul II. der Schwarze von Alexandria
- 575–581: Vakanz
- 581–591: Peter III. von Raqqa
- 591–595: Julian I.
- 595–631: Athanasios I. Gammolo
- 631–648: Johannes II. von den Sedre
- 649–667: Theodor
- 667–681: Severius II. bar Masqeh
- 681–683: Vakanz
- 683–686: Athanasios II.
- 686–708: Julian II.
- 709–723: Elias I.
- 724–740: Athanasios III.
- 740–754: Iwanis I.
- 754–?: Euwanis I.
- ?–758: Athanasios al-Sandali
- 758–790: Georg I.
- 790–792: Josef
- 793–817: Qurjaqos von Takrit
- 817–845: Dionysios I. von Tellmahreh
- 846–873: Johannes III.
- 873–878: Vakanz
- 878–883: Ignatius II.
- 883–887: Vakanz
- 887–896: Theodosios Romanos von Takrit
- 897–909: Dionysios II.
- 910–922: Johannes IV. Qurzahli
- 923–935: Baselios I.
- 936–953: Johannes V.
- 954–957: Iwanis II.
- 958–961: Dionysios III.
- 962–963: Abraham I.
- 963–965: Vakanz
- 965–985: Johannes Sarigta
- 986–1002: Athanasios IV. von Salah
- 1002–1004: Vakanz
- 1004–1033: Johannes VII. bar Abdun
- 1034–1044: Dionysios IV. Jahja
- 1044–1049: Vakanz
- 1049–1057: Johannes VIII.
- 1058–1063: Athanasios V.
- 1063–1073: Johannes IX. bar Schuschan
- 1074–1075: Baselios II.
- 1075–1077: Johannes Abdun
- 1077–1078: Dionysios V. Lazaros
- 1078–1080: Vakanz
- 1080–1082: Iwanis III.
- 1082–1084: Vakanz
- 1088–1090: Dionysios VI.
- 1091–1129: Athanasios VI. bar Khamoro
- 1129–1137: Johannes X. bar Mawdjono
- 1138–1166: Athanasios VII. bar Qutreh
- 1166–1199: Michael I. der Große
- 1200–1207: Athanasios VIII.
- 1208–1220: Johannes XI.
- 1220–1222: Vakanz
- 1222–1252: Ignatius III. David
- 1252–1263: Johannes XII. bar Madani
- 1264–1282: Ignatius IV. Jeschu[3]
- 1283–1292: Philoxenos I. Nemrud
- 1292–1312: Michael II.
- 1312–1349: Michael III. Jeschu
- 1349–1387: Baselios III. Gabriel
- 1387–1421: Philoxenos II. der Schriftsteller
- 1421–1444: Baselios IV. Schemun
- 1445–1454: Ignatius Behnam al-Hadli
- 1455–1483: Ignatius Chalaf.
- 1483–1493: Ignatius Johannes XIII.
- 1493–1509: Ignatius Nuh
- 1509–1512: Ignatius Jeschu I.
- 1512–1517: Ignatius Jakob I.
- 1517–1520: Ignatius David I.
- 1520–1557: Ignatius Abd-Allah I.
- 1557–1576: Ignatius Nemet Allah I.
- 1576–1591: Ignatius David II. Schah
- 1591–1597: Ignatius XIX. Pilatus I.
- 1597–1639: Ignatius Hadajat Allah
- 1640–1659: Ignatius Simon I.
- 1659–1662: Ignatius Jeschu II. Qamscheh
- 1662–1686: Ignatius Abdul Masih I.
- 1687–1708: Ignatius Georg II.
- 1709–1722: Ignatius Isaak Azar
- 1722–1745: Ignatius Schukr Allah II.
- 1745–1768: Ignatius Georg III.
- 1768–1781: Ignatius Georg IV.
- 1782–1817: Ignatius Matthäus
- 1817–1818: Ignatius Juna
- 1819–1837: Ignatius Georg V.
- 1838–1847: Ignatius Elias II.
- 1847–1871: Ignatius Jakob II.
- 1872–1894: Ignatius Peter IV.
- 1895–1905: Ignatius Abdul Masih II.
- 1906–1915: Ignatius Abd-Allah II.
- 1917–1932: Ignatius Elias III.
- 1933–1957: Ignatius Aphrem I. Barsaum
- 1957–1980: Ignatius Jakob III.
- 1980–2014: Ignatius Zakka I. Iwas
- seit 2014: Ignatius Ephräm II. Karim